# 티토주의

티토주의(Titoism)는 유고슬라비아 사회주의 연방 공화국의 대통령 요시프 브로즈 티토가 주장한 민족주의적 공산주의를 뜻한다.

## 역사

### 티토주의의 성립배경
1948년 6월 루마니아 부쿠레슈티에서 개최된 코민포름 대회는 만장일치로 티토가 이끄는 유고슬라비아 공산당을 코민포름에서 제명할 것을 결의하였다. 유고슬라비아 공산당이 코민포름에서 제명된 이유는 다음과 같았는데 티토가 그리스 내전에서 중립을 표방하면서 서방 국가의 입장을 지지했고, 유고슬라비아 민족주의를 앞세워 알바니아를 압박했기 때문이다. 유고슬라비아 공산당이 코민포름에서 제명된 이후 티토는 독자적인 정치노선을 천명하며 당내 코민포름파를 숙청하고 티토주의를 성립하려 하였다.

### 티토주의의 성립
1950년 이후 유고슬라비아에서는 노동자 자주관리에 중점을 둔 신경제정책이 실시되었고, 이를 위해 경제조직이 개편되었다. 1952년 11월 유고슬라비아 공산당 제6차 전당대회에서 당의 명칭이 ‘유고슬라비아 공산주의자동맹’으로 변경되었고, 1953년 1월에는 새로운 헌법이 공표되어 자주관리체제가 본격화되었다.
1958년 4월 ‘유고슬라비아 공산주의자동맹’ 제7차 전당대회에서 채택된 새로운 강령은 유고슬라비아의 정치 이념적인 내용을 언급하였으나, 여러 공산당 및 공산주의 국가들로부터 사회제국주의 또는 수정주의라고 비판받았다. 한편 미국을 필두로 한 서방국가들은 국제 공산주의 운동을 견제하기 위해 요시프 티토의 반코민포름 정책을 지지하며, 유고슬라비아를 경제적으로 지원하였다. 1961년 9월 베오그라드에서 제1차 비동맹국회의를 개최하였으며, 1963년 4월에는 연방 티토주의에 기초한 헌법을 제정하고 국명을 ‘유고슬라비아 사회주의 연방 공화국’으로 개칭하였다. 그러나 이때 제정된 신헌법은 유고슬라비아의 심각한 경제난과 인력난을 촉발하였으며 이로 인해 수만명이 아사하였고 살아남은 이들은 유고슬라비아를 탈출해 알바니아나 동독 등으로 이주하였다.

## 이론

### 분권주의
티토는 이오시프 스탈린의 일국사회주의와 스탈린주의로 대표되는 중앙집권적 공산국가를 비판하며, 그 대안으로 분권적 공산국가를 제시했다. 티토는 농민협동조합과 노동자평의회만이 프롤레타리아 계급의 이익을 대표할 수 있다고 믿었으며, 노동자의 자주경영을 옹호했다.
그러나 티토는 프롤레타리아를 경멸하는 굉장히 모순적인 사람이었고, 노동자를 공장에 묶어 착취하는 등 공산주의적 이상을 철저히 무시하는 기회주의자였다.

### 시장사회주의
1953년 유고슬라비아는 생산량 증대를 위해 경쟁 경제를 도입했는데, 이는 마르크스-레닌주의를 표방하는 국가중 제일 먼저 시장사회주의를 차용했다고 볼 슨 있다.
그러나 시장사회주의는 자본주의 특성상 인플레이션, 막대한 부채, 경제적 불평등, 빈곤율 증가를 발생시켰고 티토의 시장사회주의 사상은 프롤레타리아 계급에 거대한 재앙이나 다름없었으며, 결국 유고슬라비아 붕괴로 이어졌다.

## 같이 보기
- 유고슬라비아 공산주의자 동맹
- 세르비아 공산주의자 동맹
- 요시프 브로즈 티토
- 유고슬라비아 내전